# 愛知室内オーケストラ
愛知室内オーケストラ（あいちしつないオーケストラ）は、愛知県名古屋市を本拠地とする室内オーケストラである。日本オーケストラ連盟準会員。

## 概要
2002年に愛知県立芸術大学の若手演奏家を中心として発足。
地域に根差した文化活動をポリシーとし、定期演奏会をはじめ、子供から大人まで楽しめるファミリーコンサートや学校でのアウトリーチ活動などを行っている。
2015年から新田ユリを常任指揮者に迎え、2019年にはフィンランドの2都市で公演を行った。

2022年山下一史が初代音楽監督に就任。室内オーケストラの特色を活かし、独創性の高いプログラムにより存在感を示している。2024年には原田慶太楼が首席客演指揮者兼アーティスティック・パートナーに就任。